# Stemmiulus pullulus
Stemmiulus pullulus är en mångfotingart som beskrevs av Demange och Jean-Paul Mauriès 1975. Stemmiulus pullulus ingår i släktet Stemmiulus och familjen Stemmiulidae. Inga underarter finns listade i Catalogue of Life.